# 부귀면
부귀면(富貴面)은 전북특별자치도 진안군의 면이다.

## 개요
부귀면의 남부는 부귀산이 진안읍과, 서부는 연석산이 완주군과, 북부는 운장산이 주천면과, 동북부는 옥녀봉이 정천면과 경계를 이룬다. 섬진강의 상류가 되는 신정천(新亭川)이 마령으로 흘러가고, 금강의 상류가 되는 정자천(程子川)이 동으로 흘러 정천으로 들어간다. 부귀면은 해발 1,126 km 운장산 줄기와 골짜기에 대부분 마을이 형성되어 있으며 평균 표고가 19m에 이르는 고랭지 지역이다. 금강, 섬진강의 발원지로서 청정지역이면서도 전주시와 근접하여 교통이 편리하다.

## 행정 구역
- 거석리
- 궁항리
- 두남리
- 봉암리
- 세동리
- 수항리
- 신정리
- 오룡리
- 황금리

## 교육
- 부귀초등학교 (거석리)
  - 수항분교 (폐교) - 부귀면 노래재로 2 (황금리)
- 장승초등학교 (신정리)
- 부귀중학교 (거석리)